# AT&T EO

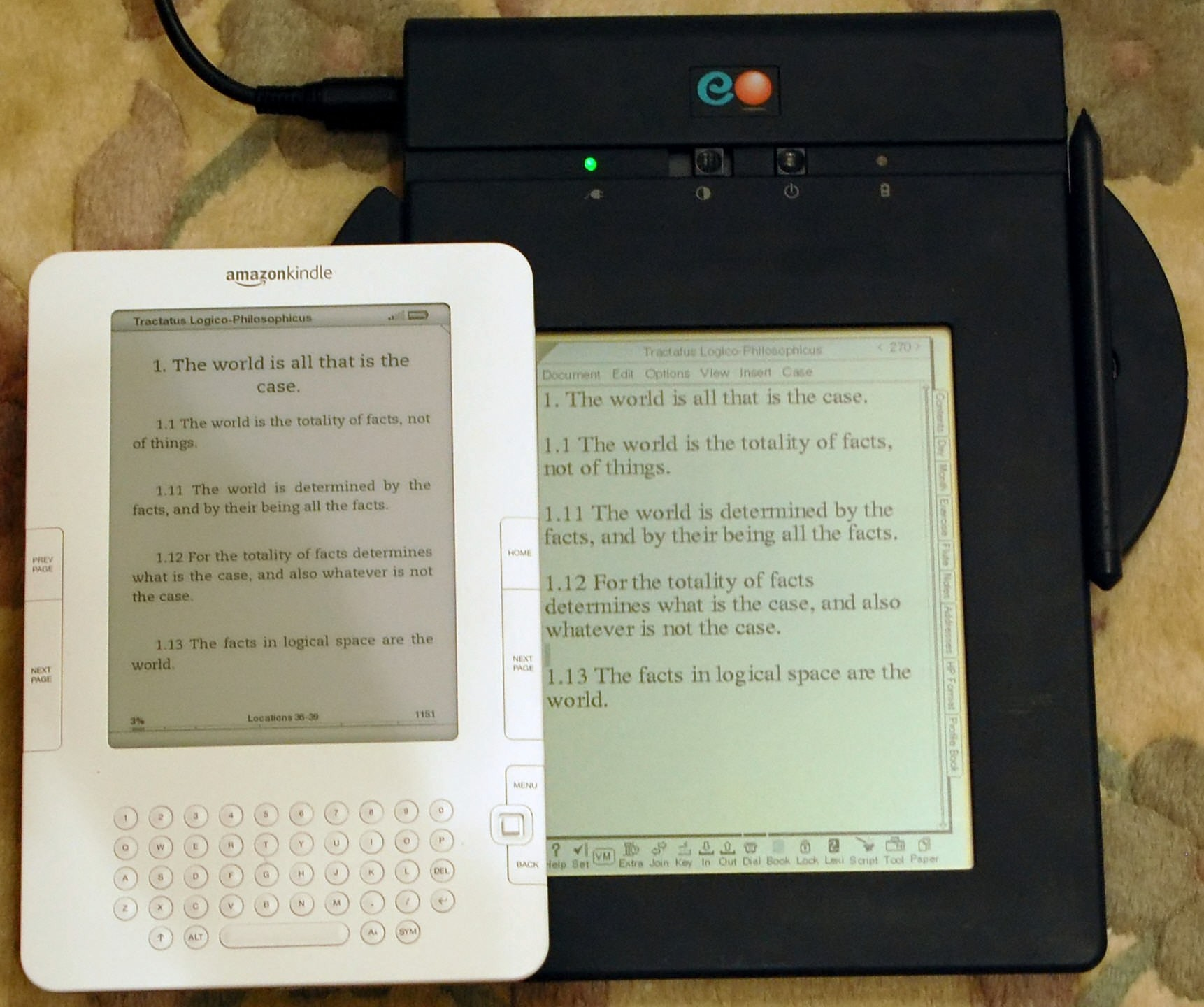
De AT&T EO (rechts) vergeleken met de Amazon Kindle 2 e-reader (links).

De AT&T EO of EO Personal Communicator is een pda, mobiele telefoon, tablet en mobiele faxer ontwikkeld door het bedrijf EO en uitgegeven door de Amerikaanse telecomprovider AT&T. Het toestel is gefabriceerd door Panasonic, Olivetti, Marubeni en Frog Design. Het apparaat is uitgegeven in 1993, en mede doordat het een tablet met belfunctie is, wordt dit vaak beschouwd als de eerste uitgebrachte phablet. Het toestel maakt gebruik van het besturingssysteem Penpoint OS.

## Modellen
De AT&T EO kwam in twee verschillende modellen, de 440 en de 880. De 440 was het goedkopere model en de 880 was het duurdere model, die dan ook betere specificaties dan de 440 had. Beide hebben een lcd-scherm van 640 x 480 pixels.
|                    | EO 440                | EO 880               |
| ------------------ | --------------------- | -------------------- |
| Kloksnelheid       | 20 MHz                | 30 MHz               |
| Opslaggeheugen     | 20 MB                 | 64 MB                |
| Scherm (grootte)   | 4,3" x 5,9"           | 5,7" x 7,6"          |
| Scherm (resolutie) | 640 x 480 px, 110 ppi | 640 x 480 px, 85 ppi |
| Gewicht            | 1,04 kg               | 1,81 kg              |
| Lengte             | 274,32 mm             | 330,20 mm            |
| Breedte            | 180,34 mm             | 228,60 mm            |
| Dikte              | 22,86 mm              | 27,94 mm             |
| VGA                | nee                   | ja                   |
| PCMCIA-sloten      | 1                     | 2                    |

## Applicaties
Op de EO stonden 9 applicaties, deze waren: 
- Pensoft Personal Perspective, een datamanager
- GO Mail, een e-mailclient
- GO FAX, een fax-applicatie
- GO's PenTOPS and PenCentral, configuratie voor de stylus
- EO Phone, de belfunctie
- GO MiniNote, een klein digitaal notitieblokje
- EO Calc, een digitale rekenmachine
- EO Lock, een beveiligingsapplicatie
- EO Sound, de instellingen voor het geluid

Al deze applicaties ondersteunden fax en e-mail.

## Kritiek
De EO Personal Communicator werd geen succes, dat vooral kwam door de relatief hoge prijs van 3000 dollar. Ook werd de EO bekritiseerd door het feit dat het toestel geen voorvertoningen van faxes en printjes liet zien en beperkte afdrukmogelijkheden had. Ook kreeg het bedrijf veel klachten over dat het apparaat te traag zou zijn en dat er weinig verbindingsopties waren. EO verzekerde dat toekomstige producten beter en goedkoper werden, maar hier kwam niets van: het bedrijf ging failliet.